# Villimer
Villimer es una localidad española perteneciente al municipio de Villasabariego, en la provincia de León, comunidad autónoma de Castilla y León. Por su término discurre el Canal de la margen izquierda del río Porma. 

## Geografía

### Ubicación
| Noroeste: Secos del Condado | Norte: Castrillo del Condado | Noreste: Santa Olaja de Eslonza |
| Oeste: Santibáñez de Porma  |                              | Este: Villarmún                 |
| Suroeste Villabúrbula       | Sur: Villabúrbula            | Sureste: Palazuelo de Eslonza   |

## Demografía
Evolución de la población
| Gráfica de evolución demográfica de Villimer entre 2000 y 2014     |
|                                                                    |
| Población de derecho (2000-2014) según el padrón municipal del INE |

## Comunicaciones
Para llegar desde León, se deberá coger la N-601, y en Puente Villarente tomar el desvío de Gradefes. Luego, en Villafañe, a mitad del pueblo hay un letrero que informa: Villimer 3,5 km.

## Personajes ilustres
- Gumersindo de Azcárate, destacado catedrático, jurista y político del siglo XIX, pasaba junto con su familia los veranos y otras épocas del año en Villimer, en una casa que había comprado su padre, Patricio de Azcárate, al marqués de Gastañaga.[3] Aún se conserva la mansión Azcárate Flórez, pero no está abierta al público.